# Българо-влашка война (1384 – 1386)
Българо-влашката война (1384 – 1386) е военен конфликт между Търновското Царство и Княжество Влахия по време на османското нашествие в Балканите.
Обикновено войната с Дан I се поставя във връзка с враждебните отношения между Иван Шишман и Иван Срацимир – не само защото майката и съпругата на видинския цар били от владетелския дом на Басарабите, но и заради дружеските отношения на Срацимир с влашката държава.

## Предишни събития
Новото раздвижване на турците започва в началото на 80-те години – през Костенец и Ихтиман войските на Лала Шахин стигнали до София – сам Лала Шахин докладвал на султана, че имал намерение да оттегли войските си от непокорната крепост след неуспеха през 1380 г.. Две години по-късно обаче, София паднала в ръцете на турците.

## Войната от 1384-1386 г.
Между 1384 и 1386 Иван Шишман е ангажиран във война с Влашкия и проосмански настроен владетел Дан I. Той преминава река Дунав и завладява няколко селища, но скоро е посрещнат от войските на българския цар. Подробности не са известни освен съобщението на една лаконична бележка:
| „ | ...Българският цар Шишман уби Дан войвода" | “ |

В решителното сражение власите са разбити и влашкият войвода загива.
Войната се оказва победоносна за Търновското царство, а във Влахия за нов владетел е провъзгласен Мирчо Стари (според някои историци Мирчо е поставен на влашкия трон по желание на българския цар).

## Последствия
След края на войната българският цар успява временно да предотврати външната заплаха.
Новопровъзгласеният влашки войвода Мирчо Стари заедно с Иван Шишман става най-върлият противник на турците по време на османското нашествие над Балканите.
Съвместно с българския цар, през 1392 г. Мирчо напада и превзема Силистра, освобождава редица други крепости и нанася поражение на един османски лагер при Карнобат.